# Дамаскін (Папандреу) (митрополит Адріанопольський)
Митрополит Дамаскін (грец. Μητροπολίτης Δαμασκηνός, в миру Васи́леос Папандре́у, грец. Βασίλειος Παπανδρέου, 23 лютого 1936 Фермосе, Греція — 5 листопада 2011, Женева, Швейцарія) — єпископ Константинопольської православної церкви, титулярний митрополит Адрианопольский; з 1982 по 2003 роки — керуючий Швейцарською митрополією.

## Біографія
Народився 23 лютого 1936 року в містечку Фермос, нома Етолія в Греції.
У 1959 році закінчив Халкінську богословську школу і в тому ж році був висвячений в сан диякона. З 1959 по 1965 роки навчався в Марбурзькому університеті.
У 1961 році висвячений в сан ієрея.
З 1965 по 1969 роки стажувався в екуменічній общині в Тезе у Франції. У 1966 році закінчив богословську школу Афінського університету.
З 1969 року — на посаді директора Православного центру Константинопольського Патріархату в Шамбезі (постійне представництво Константинопольського Патріархату при Всесвітній раді церков у Швейцарії). Керував підготовкою до скликання Всеправославного собору. Ректор богословського Інституту при Центрі в Шамбезі.
6 грудня 1970 був хіротонізований на єпископа з возведенням у сан титулярного митрополита Транопольского. 9 вересня 1975 був переведений в стан чинного митрополита без зміни титулу. 2 жовтня 1982 року призначений митрополитом Швейцарським.
Автор численних екуменічних досліджень. Активно займався діалогом з нехалкідонськими церквами, які активно розвилися в 1980-ті роки. Співголова Змішаної богословської комісії з богословського діалогу між Православною та Східними (нехалкідонськими) православними церквами. У коло відповідальності митрополита Дамаскіна входив також діалог з юдаїзмoм і ісламoм. У 1979 році брав участь в сесії юдейсько-християнського діалогу в Бухаресті, Румунія.
З 20 січня 2003 року, вийшовши на спокій за станом здоров'я, значився титулярним митрополитом Адріанопольським.
Раптово помер від інсульту в ніч на 5 листопада 2011 року в Женеві.